# Lijst van nationale parken in Ghana
Hieronder volgt een lijst van nationale parken in Ghana. Naast de nationale parken zijn er ook andere reservaten (Asubima Forest, Boin Tano, Krokosua Hills,...).
| Nationaal park             | Stichtingsjaar | Oppervlakte (km2) | Foto |
| -------------------------- | -------------- | ----------------- | ---- |
| Nationaal park Bia         | 1974           | 563               |      |
| Nationaal park Bui         | 1971           | 1820              |      |
| Nationaal park Digya       | 1971           | 3743              |      |
| Nationaal park Kakum       | 1992           | 375               |      |
| Nationaal park Kyabobo     | 1997           | 360               |      |
| Nationaal park Mole        | 1958           | 4840              |      |
| Nationaal park Nini Suhien | 1976           | 160               |      |